# أديسون نايلز
أديسون نايلز (بالإنجليزية: Addison Niles) هو قاضي ومحامي أمريكي، ولد في 22 يوليو 1832 في Rensselaerville, New York ‏ في الولايات المتحدة، وتوفي في 17 يناير 1890 في سان فرانسيسكو في الولايات المتحدة.